# Ludwig Renn
Ludwig Renn (Dresde, 22 de abril de 1889 - Berlín, 21 de julio de 1979), de nombre real Arnold Friedrich Vieth von Golßenau, fue un escritor alemán que se hizo famoso por su participación en las Brigadas Internacionales durante la guerra civil española.

## Biografía

### Juventud y Primera Guerra Mundial
Ludwig Renn (hasta 1930 se llamó Arnold Vieth von Golßenau) era heredero de una familia de la nobleza sajona con sede en Golßen (Baja Lusacia). Su madre, Bertha Julie, nacida Bertha Raspe (1867-1949), era de familia burguesa. A través de su padre, Carl Johann Vieth von Golßenau (1856-1938), catedrático de Matemáticas y educador en la corte real de Dresde, tuvo amistad con el príncipe heredero de Sajonia, Federico Augusto Jorge de Sajonia.
En 1910 comenzó la carrera militar de Ludwig Renn en el Regimiento Real Sajón de Granaderos N.º 100. De 1914 a 1918 luchó en la Primera Guerra Mundial como jefe de compañía, durante algún tiempo también como jefe de batallón en el Frente Occidental. Tras la guerra fue capitán de la Policía de Dresde. En 1920, durante el Golpe de Estado de Kapp, se negó a disparar sobre trabajadores revolucionarios y abandonó el servicio poco después.

### Estudios y viajes
De 1920 a 1923 estudió Derecho, Economía, Historia del Arte y Filología Rusa en las universidades de Universidad de Gotinga y Múnich. En 1923, durante los años de la inflación, trabajó en Dresde como comerciante de objetos de arte. Entre 1925 y 1926 hizo un viaje a pie por el sur de Europa y Oriente Próximo. En 1927 acabó sus estudios de Arqueología y de Historia de Oriente en la Universidad de Viena. Ese mismo año volvió a Alemania y pronunció conferencias para trabajadores sobre la Historia de China. En 1928 alcanzó la fama con su primer libro Krieg («Guerra»), una novela antibelicista muy leída, seria y objetiva.

### Un escritor en la guerra civil española
Atacado por los nazis, Renn renunció a su título nobiliario, tomando el nombre del héroe en su exitosa novela «Ludwig Renn» y se unió a los comunistas. Tras su ingreso en el Partido Comunista de Alemania (KPD) y el Roter Frontkämpferbund, realizó las funciones de secretario de la Federación de Escritores Proletarios y Revolucionarios y editor de las revistas literarias comunistas Linkskurve y Aufbruch. Renn también fue miembro del «Aufbruchkreis», fundado en marzo de 1931 por diez oficiales con ocasión del paso del lugarteniente Richard Scheringer del NSDAP al KPD. Entretanto, sus libros Nachkrieg («Posguerra», 1930) y Rußlandfahrten («Viajes a Rusia», 1932) lo convirtieron en el escritor alemán comunista más importante de los años de Entreguerras.

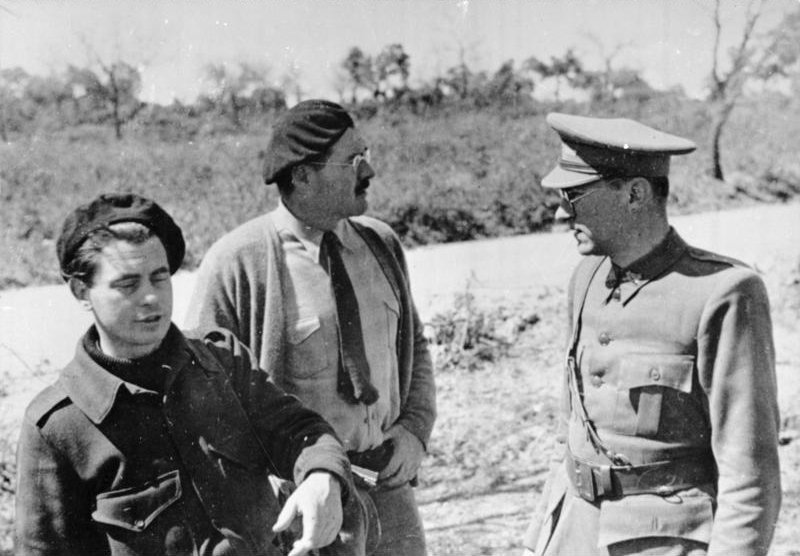
De izq. a dcha.: Joris Ivens, Ernest Hemingway y Ludwig Renn en 1937, durante la Guerra Civil Española.

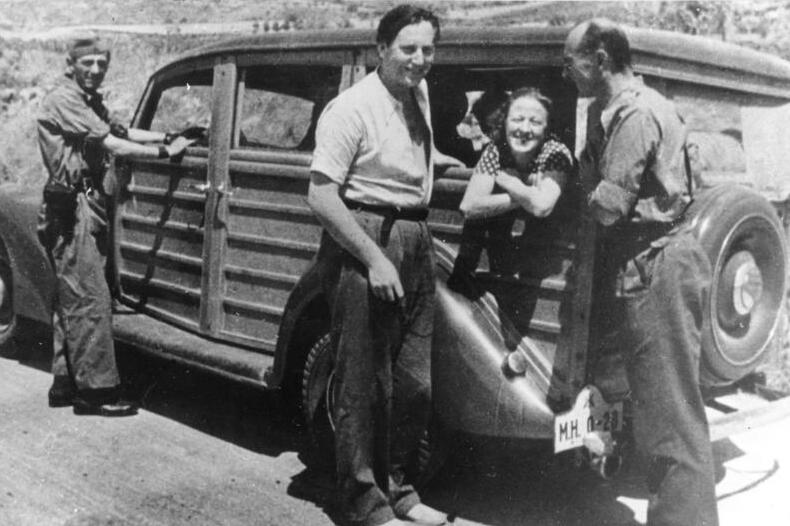
Renn (dcha.) en España durante la Guerra Civil con dos amigos noruegos, Gerda Grepp y Nordahl Grieg (ambos muertos durante la Segunda Guerra Mundial).

En marzo de 1933, tras el Incendio del Reichstag, fue presentado junto con Carl von Ossietzky y Ernst Torgler a la prensa extranjera por Rudolf Diels, luego juzgado y condenado basándose en el Decreto del Incendio del Reichstag. Tras su liberación de la infame cárcel de Bautzen, se trasladó a España, donde desde julio de 1936 participó en la guerra civil española con las tropas republicanas, en la columna de apoyo Thälmann y, a partir de noviembre de 1936, en el Estado Mayor de la XI Brigada Internacional, donde tuvo una destacada participación en la Batalla de Guadalajara. Entre 1937 y mayo de 1938 estuvo en el Estado Mayor de la 35.ª División Internacional,. Tras la derrota de los republicanos en España, Renn se fue al exilio en México a través de Reino Unido y EEUU. En México trabajó como presidente del movimiento «Freies Deutschland» y promocionó el esperanto.

### Renn en la RDA
Renn volvió a su hogar en 1947, asentándose en la República Democrática Alemana (RDA) y haciéndose miembro del Partido Socialista Unificado de Alemania (SED). Trabajó en la Universidad Técnica de Dresde y la Universidad Humboldt de Berlín. A partir de 1952 escribió sobre Historia militar y política, viajes y biografías, además de libros infantiles. Renn, que era homosexual, vivía desde su vuelta del exilio mexicano con Max Hunger, originario de Dresde. En 1949 se les unió Hans Pierschel. Hasta su muerte, Renn vivió con ambos amigos en el barrio de Kaulsdorf en Berlín. Él y sus dos compañeros, que tras la muerte de Renn siguieron habitando en la misma casa, fueron enterrados en la misma tumba en el cementerio de Friedrichsfelde de Berlín.

### Reconocimientos

Renn en un sello de la RDA de 1989.

Renn fue premiado en diversas ocasiones tanto por su trabajo literario como por sus servicios al Estado. Además de los premios literarios del Ministerio de Cultura de la RDA por sus libros para niños, consiguió en dos ocasiones el premio nacional de la RDA. De 1969 a 1975 fue presidente honorario de la Academia de las Artes de Berlín. Se ha nombrado una calle en su honor en el barrio berlinés de Marzahn.
Bajo su verdadero nombre, Renn aparece como personaje de Los años con Laura Díaz, novela publicada en 1999 por el mexicano Carlos Fuentes y en la que se evoca la guerra civil española. También aparece como personaje en Retornamos como sombras, de Paco Ignacio Taibo II (2003).

## Obra

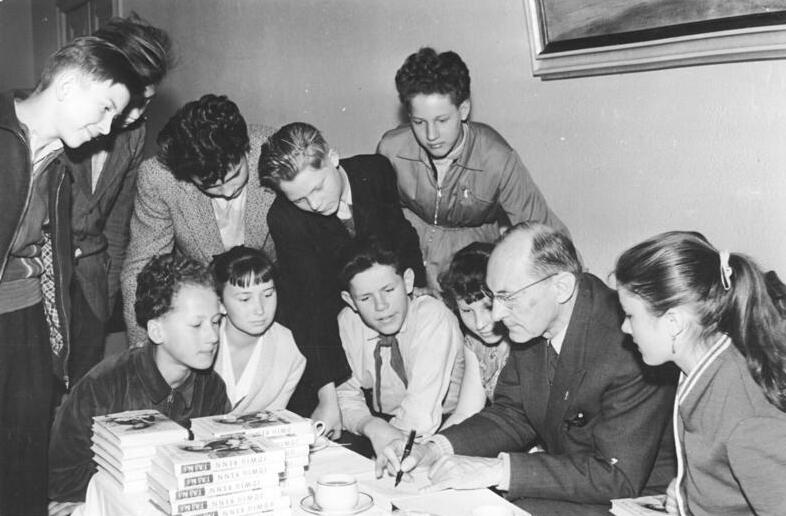
Renn en Berlín en 1959 rodeado de niños a los que está regalando ejemplares firmados de su obra Trini.

- Krieg. Frankfurt/Main, Frankfurter Societäts-Druckerei (1928). Existe edición española: Guerra. Un soldado alemán en la Gran Guerra 1914-1918 (Madrid, Fórcola, 2014); traducción de Natalia Pérez-Galdós; prólogo de Fernando Castillo Cáceres.
- Nachkrieg. Berlín, Agis-Verlag 1930
- Russlandfahrten. Berlín, Lasso-Verlag 1932
- Vor großen Wandlungen. Zürich, Verlag Oprecht 1936
- Adel im Untergang. México, Editorial „El Libro Libre“ 1944
- Morelia. Eine Universitätsstadt in Mexiko. Berlín, Aufbau-Verlag 1950
- Vom alten und neuen Rumänien. Berlín, Aufbau-Verlag 1952
- Trini. Die Geschichte e. Indianerjungen. Berlín, Kinderbuchverlag 1954

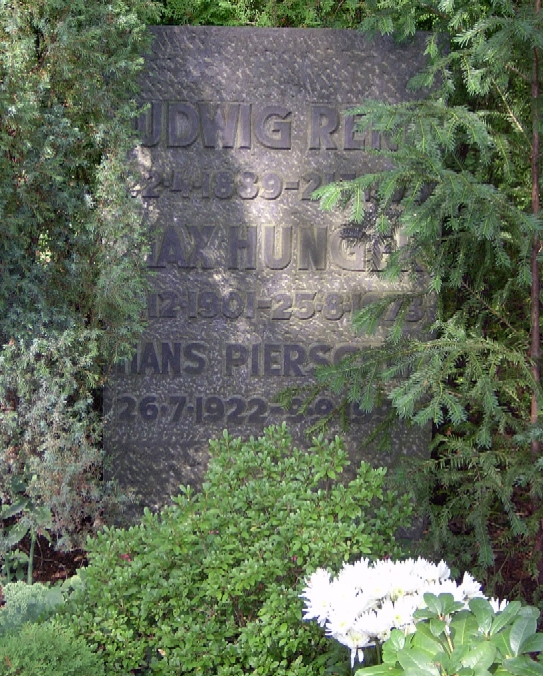
Tumba de Ludwig Renn en el cementerio de Friedrichsfelde, Berlín.

- Der spanische Krieg. 1956, nueva edición reciente (longitud completa y no censurada): Verlag Das Neue Berlín, 2006 ISBN 978-3-360-01287-6. Existe edición española: La Guerra Civil Española. Una crónica documental (Madrid, Fórcola, 2016); traducción de Natalia Pérez-Galdós; prólogo de Fernando Castillo Cáceres.
- Der Neger Nobi. 1955, edición reciente: Eulenspiegelverlag, Berlín 2001 ISBN 3-359-01427-8
- Herniu und der blinde Asni. 1956
- Krieg ohne Schlacht. 1957
- Meine Kindheit und Jugend. 1957
- Herniu und Armin. 1958
- Auf den Trümmern des Kaiserreiches. Berlín, Aufbau-Verlag 1961
- Camilo. 1963
- Inflation. 1963
- Zu Fuss zum Orient. 1966
- Ausweg. 1967
- Krieger, Landsknecht und Soldat (junto con Helmut Schnitter). Der Kinderbuchverlag Berlín 1976
- Anstöße in meinem Leben. 1980, autobiografía editada de forma póstuma